# Арктическая прибрежная тундра
Аркти́ческая прибрежная ту́ндра (англ. Arctic coastal tundra) — экологический регион на крайнем севере Северной Америки, выделяемый Всемирным фондом дикой природы, важное место размножения многих диких животных.

## Расположение
Экорегион расположен на северном побережье Аляски и северо-западном побережье Канады, включает равнину западного берега острова Банкс, в Юконе и равнины рек Андерсон и Хортон в Северо-Западных территориях Канады. Это область низких, плоских и болотистых береговых равнин. Почва этого сырого арктического побережья плотная, вечная мерзлота летом покрывается термокарстовыми «талыми озёрами» из растаявшего льда. Встречаются такие ледяные объекты, как ледяные клинья и холмы-пинго из почвы и льда. Климат арктический и достаточно тёплый лишь для произрастания растений в конце июня, июле и августе, но даже в это время года возможны заморозки. В целом этот экорегион более влажный и сырой, чем приполярная тундра, продолжающаяся от него на восток до Квебека.

## Природа
Арктическая прибрежная тундра занимает север тундровой зоны. Климат особенно суров, и очень короткий вегетативный период. Зимние ветры достигают там исключительной силы. Они полностью сдувают снег с возвышенностей и переносят его в низины, где образуют большие сугробы, которые не всегда успевают растаять в течение лета. Под действием сильных морозов в оголённой почве появляются трещины, которые заполняются снегом; летом в этих трещинах находит приют скудная растительность. Растения не покрывают почву арктической прибрежной тундры сплошь, они располагаются небольшими группами лишь в пониженных защищенных местах. Преобладающими растениями являются мхи и лишайники. Кустарники вовсе отсутствуют. Озера и болота, покрытые осокой и пушицей, занимают больше половины всей её площади. Арктические тундры являются летними пастбищами оленей.